# Likörwein

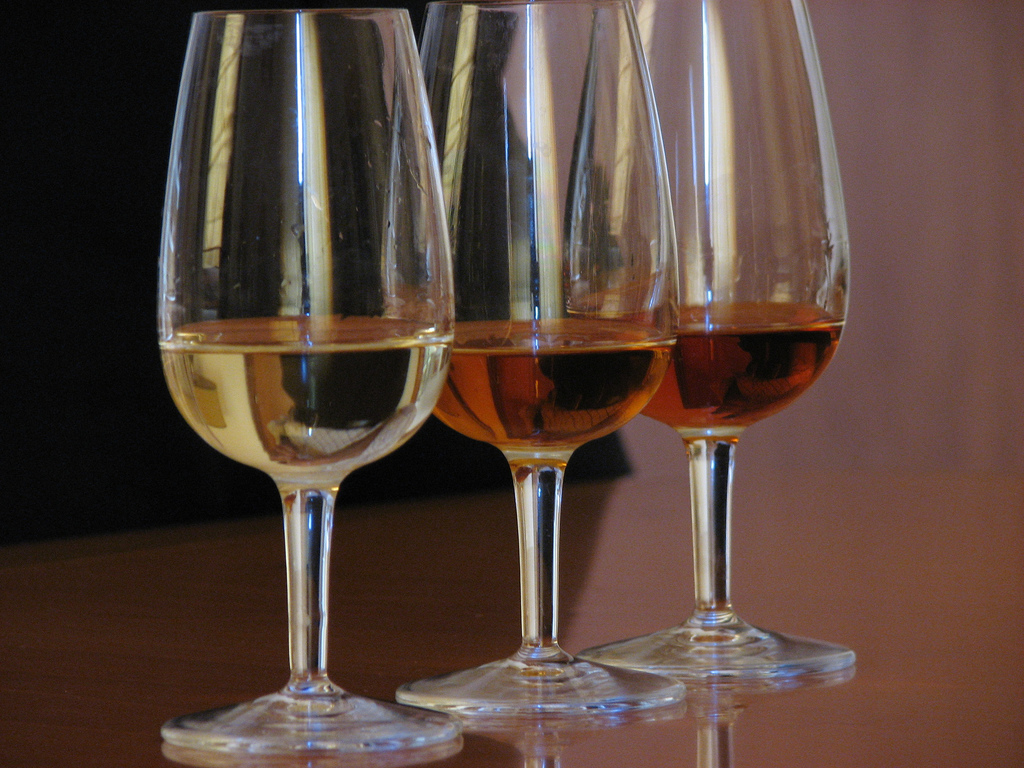
Verschiedene Marsala-Typen

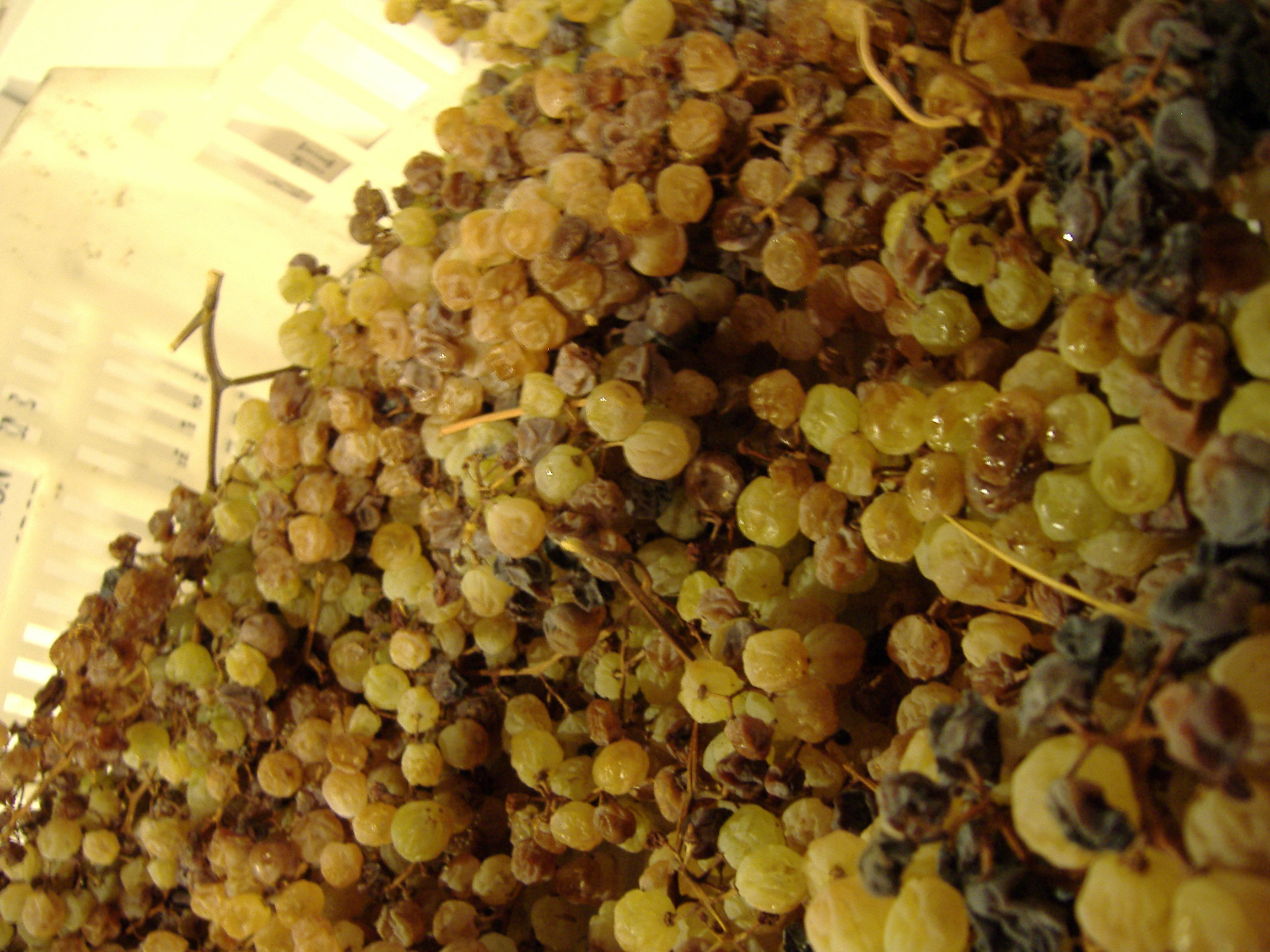
Spät gelesene Trauben für den italienischen Dessertwein Vin Santo

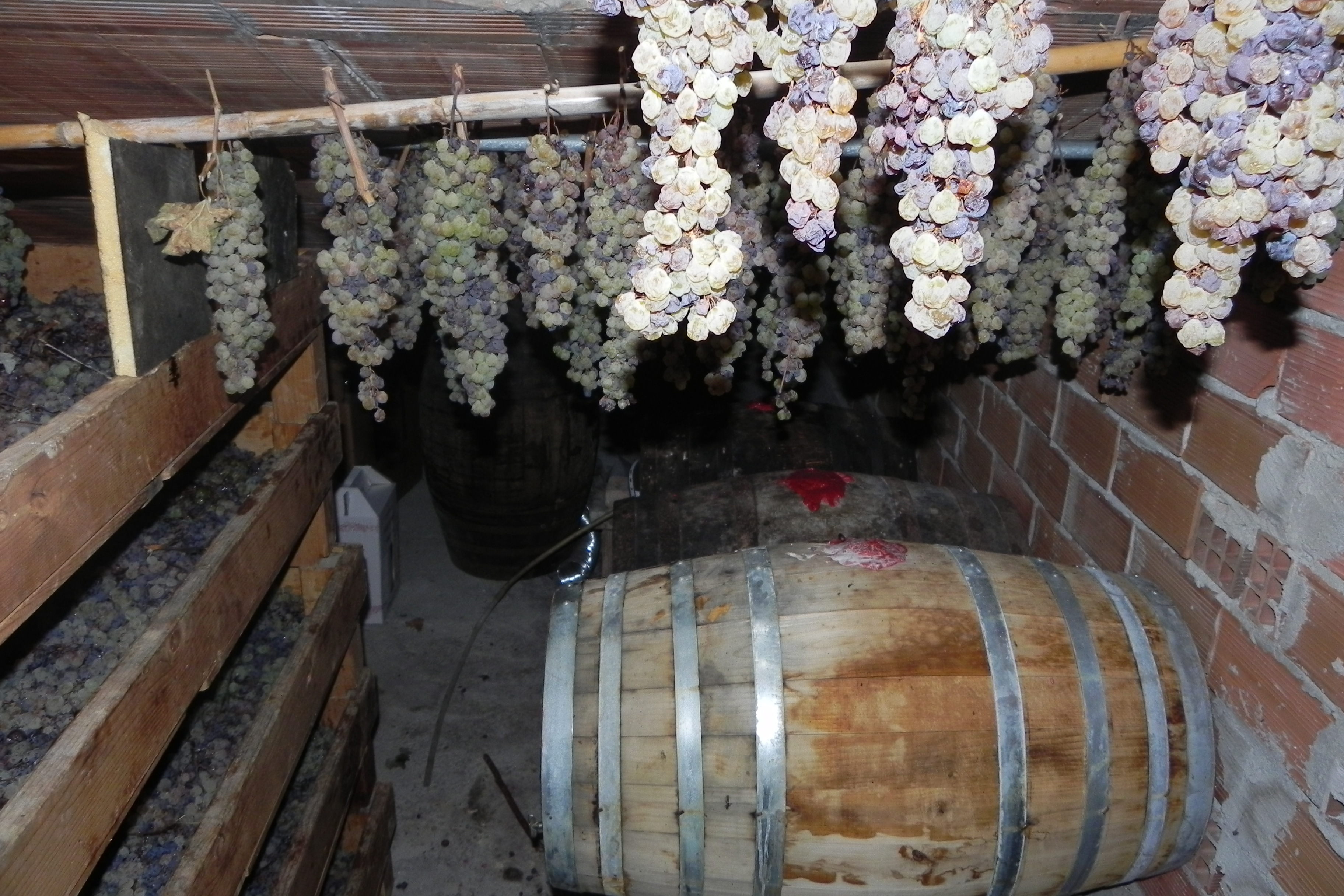
Vin Santo-Herstellung aus getrockneten Trebbiano-Trauben

Likörwein (früher und noch umgangssprachlich Dessertwein, Südwein oder Süßwein bezeichnet) hat einen hohen Alkoholgehalt zwischen min. 15 und max. 22 % vol. Likörweine werden zumeist in südlichen Ländern produziert und zeichnen sich durch einen vollmundigen Geschmack aus, sie sind meist auch stark süß.

## Beschreibung
Der gesetzliche Begriff Likörwein soll die Verwechslung mit klassisch hergestellten Weinen (also ausschließlich aus frischen oder eingemaischten Trauben) vermeiden, die möglicherweise süß sind und aus südlichen Anbaugebieten stammen.
Die Qualitätsmerkmale der Likörweine sind eine ausgeprägte Aromabildung sowie intensive Farben von Goldgelb bis Dunkelrot und Braun. Man unterscheidet süße und trockene Likörweine sowie nach der Herstellung drei Arten: natürliche sowie konzentrierte und gespritete Likörweine.

### Natürliche Likörweine
Man lässt die Trauben bis zur Rosinenbildung am Weinstock reifen und breitet sie nach dem Lesen auf Stroh in der Sonne aus. Noch saftige Weinbeeren werden gepresst, trockene Beeren werden gemahlen und mit Most übergossen, wodurch der hohe Zucker- und Extraktgehalt entsteht. Die Oxidationsprozesse der Lufttrocknung bewirken, dass sich der Most in der weiteren Verarbeitung goldgelb bis braun verfärbt.

### Konzentrierte Likörweine
Die Trauben trocknen am Weinstock in der Sonne. Nach dem Pressen und Angären wird Most, Wein oder eingekochter Traubensaft zugesetzt und damit ein hoher Zucker- und Extraktgehalt erreicht.

### Gespritete Likörweine
Nach der Lese werden die Trauben zum Nachreifen und Trocknen ausgebreitet. Danach werden sie gepresst. Durch Zugabe von Weingeist wird die Gärung unterbrochen. Die so gespriteten Dessertweine haben einen hohen Alkoholgehalt bei relativ geringem Zucker- und Extraktgehalt und zeichnen sich meist durch lange Lagerung aus.

## Kulinarische Bedeutung

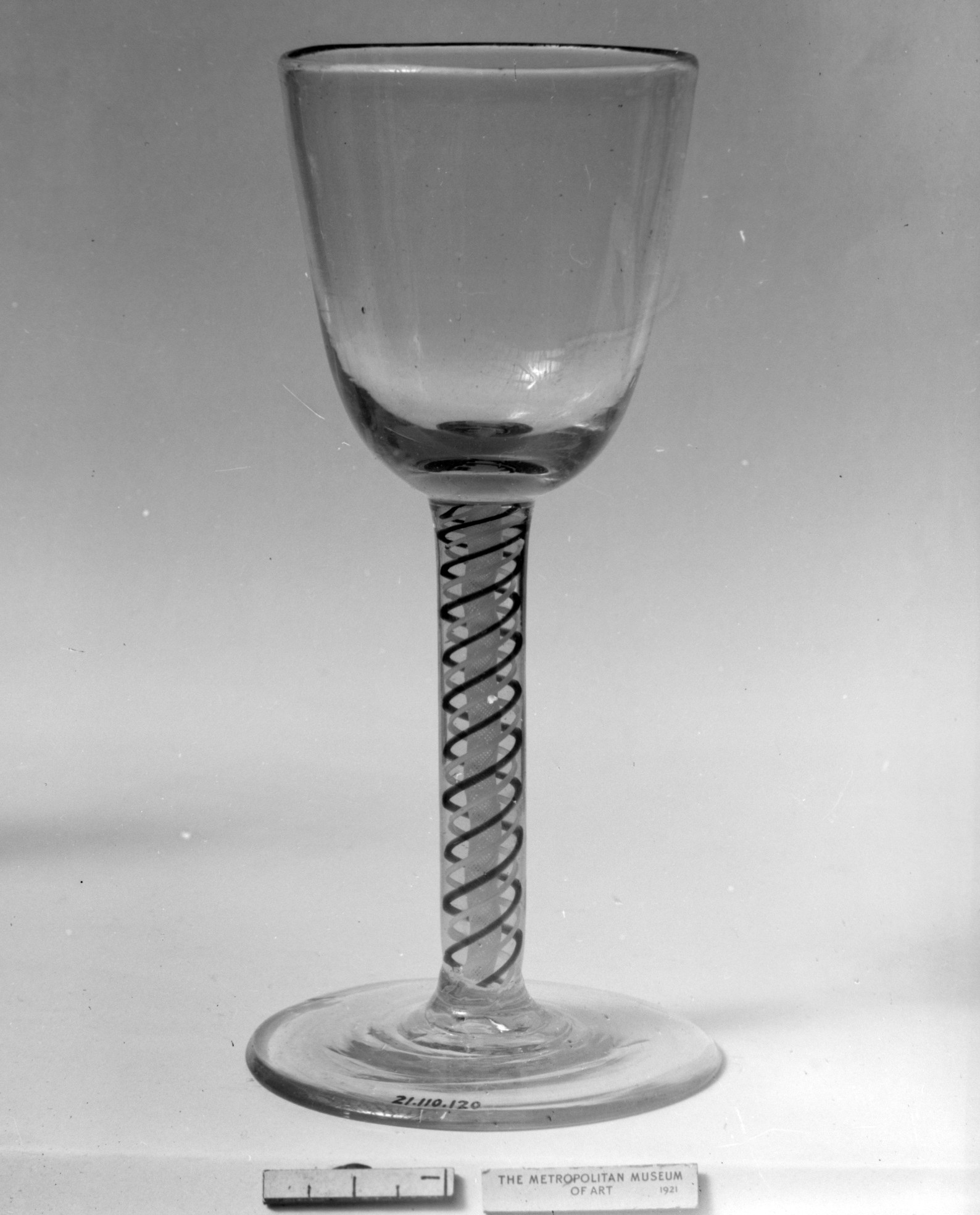
Portweinglas (18. Jahrhundert, Metropolitan Museum)

Likörweine haben eine appetitanregende Wirkung und eignen sich sowohl vor dem Essen als Aperitif, als auch nach dem Essen als Digestif. Sie werden auch zu Süßspeisen gereicht. Likörweine können zur Geschmacksgebung und -abrundung von Vorspeisen, Süßspeisen oder Saucen eingesetzt werden. Hochwertige Likörweine reicht man zur geschmacklichen Vollendung zu exotischen Suppen (z. B. Sherry oder Malaga). Die Serviertemperatur liegt bei 14–16 °C, bei den gespriteten etwas kühler. Bei zu starker Kühlung ist eine Kältetrübung möglich, die sich beim Erwärmen wieder verliert. Depot kommt bei alten Portweinen vor. Likörweine werden in Likörweingläsern von 0,07 l ausgeschenkt. Für Portwein und Sherry gibt es Spezialgläser von 5 cl.

## Begriffe
Bisweilen wird synonym auch der Begriff Südwein verwendet, der ganz unspezifisch alle Weine meint, die aus Südeuropa stammen und aufgespritet sind oder einen hohen Restzuckergehalt besitzen. Insgesamt sind die Begriffsunterscheidungen Likörwein und Süßwein bzw. Dessertwein oft ungenau und damit irreführend. Für Süßweine und Dessertweine gibt es keine gesetzlichen Definitionen oder Regelungen in der EU. So wird z. B. der nicht angereicherte italienische Vin Santo, der einen Alkoholgehalt von etwa 16 Prozent aufweist, im deutschen Sprachgebrauch zu den Likörweinen gerechnet und ist ein Süßwein.
Die Definition für Likörwein ist in der Verordnung (EU) Nr. 1308/2013 vom 17. Dezember 2013 festgehalten. Der potentielle Alkoholgehalt des zu vergärenden Mostes muss bei mindestens 12 Vol.-% liegen, das heißt, das Mostgewicht sollte bei mindestens 84 Grad Oechsle liegen. Nach dem Ausbau des Likörweins muss der Alkoholgehalt des Weins bei 15 bis max. 22 Vol.-% liegen. Als Alkoholzusatz dürfen neutraler Alkohol aus der Weindestillation mit zumindest 96 Volumenprozent oder Destillate aus Wein wie Weinbrand oder Tresterbrand mit zumindest 52 und maximal 86 Volumenprozent verwendet werden. Vor der Zugabe des Alkohols muss durch die alkoholische Gärung bereits ein Alkoholgehalt von mindestens vier Volumenprozent vorhanden sein.

## Bekannte Likörweine
- In Frankreich werden die vin de liqueur oder vin liquoreux oder vin doux naturel genannten Weine unter der Familie der vins mutés zusammengefasst. Appellationen, in denen die vins doux naturels hergestellt werden, sind Banyuls, Rivesaltes, Muscat de Rivesaltes, Maury, Muscat de Beaumes-de-Venise, Muscat de Saint-Jean-de-Minervois, Muscat de Frontignan, Muscat de Mireval, Muscat de Lunel, Muscat du Cap Corse und Rasteau.
- In Spanien wurden die Weine unter dem Oberbegriff des Vino generoso gruppiert. Alle Sherrys, Manzanillas, Mistelas, einige Weine aus Montilla-Moriles und die Weine der Region Málaga sind Generosos.
- In Portugal werden diese Weine Vinho generoso genannt. Die Generosos aus Madeira, Porto (Portwein) und Setúbal (Moscatel de Setúbal) sind die bekanntesten.
- In Italien ist Vino liquoroso sehr beliebt und wird in nahezu allen Weinbau-Regionen hergestellt. Der Marsala ist ebenfalls ein sehr bekannter Likörwein. Vino Santo liquoroso, ein gespriteter Dessertwein, ist nicht zu verwechseln mit dem Dessertwein Vin Santo aus der Toskana und dem Süßwein Vinsanto von Santorini.[6]
- Samos und Mavrodaphne sind Likörweine aus Griechenland.

## Geschichte
Der Ausbau von Likörweinen entstand in südeuropäischen Anbaugebieten. Die hohen Mostgewichte der dortigen Ernten mit vergleichsweise hohen Umgebungstemperaturen während der Vergärung sorgten für ein sehr stürmisches Einsetzen der Gärung bei gleichzeitiger Gefahr eines nicht kontrollierten Stoppens der Gärung. Dadurch entstand häufig ein Wein, der nicht konserviert werden konnte. Unterstützt wurde dies durch die Tatsache, dass die Winzer die konservierende Wirkung von Schwefeldioxid, die schon in der Antike bekannt war, nicht mehr beherrschten. Ohne Konservierung entstanden schnell Weine mit hoher Säure, dem sogenannten „Essigstich“. Die aufgespriteten Weine eignen sich gut für den Export. Portwein, Madeira oder Marsala wurden schon vor einigen hundert Jahren in nördlichere europäische Länder verschifft, da sie durch den höheren Alkoholgehalt sehr gut haltbar waren.
Die Zugabe von neutralem Alkohol während der Gärung sorgte für eine gute Konservierung und ermöglichte zudem durch Wahl des Moments der Alkoholzugabe eine Steuerung der Restsüße. In Kalifornien und Australien stellten die sogenannten fortified wines noch einen wichtigen Teil der Produktion in den 1960er Jahren dar. Bestverkaufte Produkte waren Likörweine mit einem Alkoholgehalt von bis zu 20 Vol.-%, die eine preisgünstige, da steuerlich begünstigte Alternative zu harten Alkoholika darstellten.
Durch moderne Kellertechnik wie eine zeitigere Ernte, die Kühlung der Gärbehälter sowie die Schwefelung wäre die Spritung der Weine eigentlich überflüssig. Daher ist eine Vielzahl qualitativ unzureichender Produkte vom Markt verschwunden und wurde von qualitativ hochwertigen Weinen moderner Machart ersetzt. Beispielhaft sei die spanische Region Rueda genannt.